# 立花秀吉
立花 秀吉（たちばな ひでよし、1893年〈明治26年〉5月1日 - 1956年〈昭和31年〉6月13日）は、福島県磐城市（現・いわき市）長。

## 来歴
福島県磐前郡小名浜町（のち石城郡小名浜町→磐城市、現・いわき市）出身。小名浜の大船主の家に生まれる。1937年、小名浜町会議員となり、1954年に小名浜町長に就任する。同年、小名浜町は泉町、江名町、渡辺村と合併し、磐城市が発足、合併後の市長選挙に立候補し、当選した。市長就任後は小名浜港1万トン埠頭の建設、臨海工場の誘致などに常磐地区総合開発期成同盟会の副会長として力を尽くした。1期目在任中の1956年に死去した。